# Módica
Módica (em italiano Modica; siciliano Muórica) é uma comuna italiana da região da Sicília, província de Ragusa, com cerca de 54979 (30.11.2009) habitantes. Estende-se por uma área de 290,77 km², tendo uma densidade populacional de 180 hab/km². Faz fronteira com Buscemi (SR), Giarratana, Ispica, Noto (SR), Palazzolo Acreide (SR), Pozzallo, Ragusa, Rosolini (SR), Scicli.
É conhecida pelo pastel 'Mpanatigghi produzido na cidade desde o século XVI.

## Demografia
| Variação demográfica do município entre 1861 e 2011                               |
|                                                                                   |
| Fonte: Istituto Nazionale di Statistica (ISTAT) - Elaboração gráfica da Wikipedia |

## Personalidades
- Salvatore Quasimodo (1901–1968), prémio Nobel da Literatura de 1959